# داداش‌لی
داداش‌لی (به لاتین: Dadaşlı یا داداش‌لار Dadaşlar) یک منطقه مسکونی در جمهوری آذربایجان است که در شهرستان آق‌دام واقع شده است.